# Armoiries de la Croatie
Le blason de la Croatie est entré en vigueur sous sa forme actuelle le 21 décembre 1990. Il est également appelé šahovnica en croate, ce qui signifie « échiquier ».

## Description
Le blason est échiqueté de gueules et d'argent de 25 cases. Il est surmonté d'une couronne de cinq écus, chacun représentant une région historique de Croatie.
- Le premier blason est composé d'un champ d'azur avec un croissant d'argent, surmonté d'une étoile à six branches d'or, qui représentent les anciennes armoiries de Zagreb et de la Croatie.
- Le second blason est composé d'un champ d'azur avec deux bandes horizontales de gueules ; ils symbolisent la république de Raguse ou la république de Dubrovnik.
- Dans le troisième blason, sur un champ d'azur, on peut voir trois têtes de léopard d'or couronnées du même qui représentent la Dalmatie.
- Dans le quatrième blason, on peut voir, sur un champ d'azur, une chèvre d'or avec des cornes et des sabots de gueules qui représente l'Istrie.
- Le dernier blason, sur un champ d'azur, représente une bande de gueules brodée d'argent et chargée d'une martre des pins (kuna en croate) de sable avec un ventre d'argent. Le tout est surmonté d'une étoile à six branches d'or qui représente la Slavonie.

Blason de la Croatie centrale.
Blason de Dubrovnik.
Blason de la Dalmatie.
Blason de l'Istrie.
Blason de la Slavonie.

## Histoire
Le blason historique de la Croatie était échiqueté d'argent et de gueules. Il est attesté depuis la fin du XVe siècle. Il a cependant été associé rétrospectivement à des époques plus anciennes de l'histoire de la Croatie.
En 1941, celui-ci est adapté par les Oustachis de l'État indépendant de Croatie, satellite de l'Allemagne nazie, qui le surmontent de la lettre U. 
En 1947, les communistes au pouvoir dans la nouvelle république socialiste de Croatie, l'une des six républiques fédérées de la république fédérative socialiste de Yougoslavie, y ajoutent une étoile rouge et inversent les carreaux de gueules et d'argent.
La couronne de cinq écus est ajoutée au moment de l'indépendance de la Croatie, en 1990.

Antérieur à 1867.
1868-1918
1939-1941
1941-1945
1947-1990
1990